# Арибашево
Арибашево (баш. Әри башы) — село в Татышлинском районе Республики Башкортостан Российской Федерации. Входит в состав Кудашевского сельсовета. 

## География

### Географическое положение
Расстояние до:
- районного центра (Верхние Татышлы): 9 км,
- центра сельсовета (Верхнекудашево): 5 км,
- ближайшей ж/д станции (Куеда): 33 км.

## История
Основано помещиком Гильманом Оф Ралефом. 

## Население
| 2002 | 2009 | 2010 |
| ---- | ---- | ---- |
| 667  | ↘267 | ↗273 |

Национальный состав
Согласно переписи 2002 года, преобладающая национальность — башкиры (57 %).